# 真城義麿
真城 義麿（ましろ よしまろ、1953年-　）は、浄土真宗僧侶、教育家。

## 来歴
愛媛県今治市生まれ。1978年大谷大学大学院修士課程修了。1997-2011年大谷中学校・高等学校校長。学校法人真宗大谷学園専務理事。今治市真宗大谷派善照寺住職。

## 著書
- 『つながりを生きよう』真宗大谷派宗務所出版部 同朋選書 2004
- 『危機にある子どもたち 宗教教育の本質を問う』法藏館 2005
- 『真宗と生活』法藏館 2005
- 『真の人間教育を求めて』法藏館 2005
- 『お誕生おめでとう生まれてくれてありがとう』真宗大谷派宗務所出版部 東本願寺伝道ブックス 2009
- 『安心してがんばれる世界を』真宗大谷派宗務所出版部 真宗文庫 真宗教育シリーズ 2011
- 『みんなが安心して生きられる世界に』法藏館 2012
- 『親鸞聖人は何を求められたのか』法藏館 2014

### 共著
- 『如来光明中の同朋 難波別院創建四〇六周年復興四〇周年記念法要講演集』小川一乗,寺川俊昭共著 真宗大谷派難波別院 御堂叢書 2002
- 『あなたがあなたになる48章』編著 真宗大谷派宗務所出版部 2007
- 『念仏者と平和 改憲・教育基本法「改正」問題と私たち』高史明,高橋哲哉,小川一乗,児玉暁洋,信楽峻麿ほか[著]真宗大谷派宗務所出版部 2007